# Ascensión Chirivella Marín
Ascensión Chirivella Marín (Valencia, 28 de enero de 1894- Ciudad de México, 9 de abril de 1980), fue la primera licenciada en Derecho que pudo colegiarse en España para ejercer como abogada. También se había licenciado en Filosofía y Letras y en Magisterio.

## Biografía
Ascensión Chirivella Marín nació en Valencia el 28 de enero de 1894, siendo su padre procurador de los tribunales de Valencia. Pese a que en un primer momento estudió Filosofía y Letras y Magisterio, con brillantes notas, quiso seguir los pasos de su padre y se matriculó en la facultad de Derecho, donde se licenció en noviembre de 1921. El 12 de enero de 1922 entraba a formar parte del Colegio de Abogados de Valencia con la intención de ejercer la profesión, como lo hacían sus compañeros de promoción; su solicitud fue aceptada, a diferencia de lo que ocurría a otras mujeres que intentaban colegiarse en países como Francia, Bélgica o Italia.
Se especializó en Derecho civil y llevó a cabo una activa participación en reuniones para reivindicar los derechos de las mujeres, siendo una gran oradora que defendía elocuentemente los beneficios que para la mujer suponía la II República, en la que la mujer adquiría derechos: derecho al voto, derecho a acceder a cargos políticos, derecho al divorcio, contemplándose el pago de pensiones por manutención de los hijos a los hombres divorciados, o el hecho de que a las mujeres por ser madres no se les discriminara en la patria potestad de los hijos, ni en caso de ser viudas y volverse a casar, a diferencia de lo contemplado en el Código Civil de 1889. Se casó con el abogado Álvaro Pascual Leone, natural de Vinaroz, diputado por el Partido Radical de Fernando Gasset; fruto de esta unión nació su única hija, Blanca Pascual-Leone Chirivella. Gran defensora de la II República, tras la contienda civil española no tuvo más remedio que exiliarse a México junto con su familia, llegando a Veracruz el 1 de julio de 1939 y residiendo en este país hasta su muerte.
Durante el tiempo de su exilio, el matrimonio de Ascensión y Álvaro fueron colaboradores de la Junta de Cultura Española, que aglutinaba a muchos intelectuales exiliados como consecuencia del triunfo del Bando nacional en la guerra del 36.

## Reconocimiento y memoria
Su nombre honra diferentes calles y plazas, en Segorbe o en la ciudad de Valencia, por ejemplo. También el Salón de Grados de la Facultad de Derecho de Valencia lleva el nombre de Ascensión Chirivella.

### Celebración del centenario de su licenciatura y su ingreso en el Colegio de la Abogacía
Varios actos conmemoraron el centenario del año en que se colegió, la primera vez que lo hacía una mujer en España. En concreto, la Facultad de Derecho de la Universidad de Valencia, donde se había licenciado en 1921, lo hizo en diciembre de 2021 con una exposición.
El Consejo General de la Abogacía, al otorgar los II Premios de Igualdad, en 2022, le dedicó el premio especial del jurado.
La Generalidad Valenciana, al otorgar los Premios 9 de octubre de 2022, le concedió la Distinción de la Generalidad.

### Muestra en Segorbe
En 2022 el Ayuntamiento de Segorbe le ha dedicado una muestra en el Centro Cultural Olga Raro, que recorre las etapas más importantes de su vida con la idea de rescatar su figura, sacarla del olvido y conectarla la con la realidad actual de la mujer y la justicia. La exposición se completa con la proyección del audiovisual sobre la abogada titulado La primera toga.

### Premio Ascensión Chirivella
En el año 2012 la “Associació de juristes dones d'Alzira”, decidió rendir homenaje a Ascensión Chirivella Marín y convocó el “Premi AJUDA a la Igualtat, Ascensión Chirivella Marín”, tomándola como ejemplo de las personas que trabajan con convicción por la igualdad, con independencia de que se les reconozca la tarea.
- El primer año el premio fue otorgado a María Luisa Pérez, una de las primeras mujeres que pudo cursar estudios gracias al Instituto Obrero.[12]

- El año 2013, la galardonada fue Didín Puig, una mujer de la Ribera que vivió el exilio sin perder su identidad ni olvidar sus orígenes, siendo una de las pioneras de la radio.[13]
- En el 2014 Encarna Gil, que ha dedicado su vida a la docencia y a transmitir además de conocimientos, una visión del mundo que nos obliga a implicarnos en él trabajando por erradicar las desigualdades de manera solidaria.[14]
- En 2015, el premio fue recibido por Carmen Soto, activista de Amnistía Internacional de la Agrupación de Valencia, luchadora en pro de la igualdad de género, dentro de la lucha por los derechos humanos.[15]
- En 2016 la galardonada fue Ana López Navajas, investigadora de la Universitat de València trabajando para desvelar la invisibilización de las mujeres en los libros de texto de secundaria, con un 7% de presencia.[16]
- En 2017 se premió por primera vez a una alzireña, Empar Bria, coordinadora de la comisión de igualdad en el instituto Arabista Ribera de Carcaixent y miembro del Grup de debat per la igualtat de Alzira y Amnistía Internacional.
- En 2018 recibió el galardón Maria Peiró Morant, la primera directora de la escuela de personas adultas, en Alzira.[17]